# Copa Billie Jean King de 2024
A Copa Billie Jean King de 2024 é a 61ª edição do mais importante torneio entre países do tênis feminino.

## Finais

### Qualificatório
As equipes vencedoras se classificam para a fase de grupos, em novembro. As perdedoras jogam a repescagem na mesma data, mas para ascender ao qualificatório ou serem rebaixadas ao zonal do ano seguinte.
Datas: 12 a 13 de abril de 2024.
| Cidade           | Piso             | C | Equipe mandante | C | Equipe visitante | Resultado |
| ---------------- | ---------------- | - | --------------- | - | ---------------- | --------- |
| Brisbane         | duro             | 1 | Austrália       |   | México           | 4–0       |
| Bienna           | duro (coberto)   | 2 | Suíça           |   | Polónia          | 0–4       |
| Le Portel        | saibro (coberto) | 3 | França          |   | Grã-Bretanha     | 1–3       |
| Orlando          | duro             | 4 | Estados Unidos  |   | Bélgica          | 4–0       |
| Tóquio           | duro (coberto)   |   | Japão           | 5 | Cazaquistão      | 3–1       |
| São Paulo        | saibro (coberto) |   | Brasil          | 6 | Alemanha         | 1–3       |
| Bratislava       | duro (coberto)   | 7 | Eslováquia      |   | Eslovénia        | 4–0       |
| Fernandina Beach | saibro           |   | Ucrânia         | 8 | Roménia          | 2–3       |

### Fase eliminatória
Doze equipes disputam o troféu em Málaga no formato eliminatório. A fase de grupos foi removida nesta edição.
Datas: 12 a 20 de novembro
|  |                |                |                |                |   |                  |                  |                  |  |  |            |            |            |  |  |       |       |       |
|  | Primeira fase  | Primeira fase  | Primeira fase  |                |   | Quartas de final | Quartas de final | Quartas de final |  |  | Semifinais | Semifinais | Semifinais |  |  | Final | Final | Final |
|  | Primeira fase  | Primeira fase  | Primeira fase  |                |   | Quartas de final | Quartas de final | Quartas de final |  |  | Semifinais | Semifinais | Semifinais |  |  | Final | Final | Final |
|  |                |                |                |                |   |                  |                  |                  |  |  |            |            |            |  |  |       |       |       |
|  |                |                |                |                |   |                  |                  |                  |  |  |            |            |            |  |  |       |       |       |
|  |                |                |                |                |   |                  |                  |                  |  |  |            |            |            |  |  |       |       |       |
|  | 17 de novembro |                |                |                |   |                  |                  |                  |  |  |            |            |            |  |  |       |       |       |
|  |                |                |                |                |   |                  |                  |                  |  |  |            |            |            |  |  |       |       |       |
|  | 1              | Canadá         | 0              |                |   |                  |                  |                  |  |  |            |            |            |  |  |       |       |       |
|  | 1              | Canadá         | 0              | 15 de novembro |   |                  |                  |                  |  |  |            |            |            |  |  |       |       |       |
|  |                |                |                | Grã-Bretanha   | 2 |                  |                  |                  |  |  |            |            |            |  |  |       |       |       |
|  |                | Alemanha       | 0              | Grã-Bretanha   | 2 |                  |                  |                  |  |  |            |            |            |  |  |       |       |       |
|  |                | Alemanha       | 0              |                |   | 19 de novembro   |                  |                  |  |  |            |            |            |  |  |       |       |       |
|  |                | Grã-Bretanha   | 2              |                |   |                  |                  |                  |  |  |            |            |            |  |  |       |       |       |
|  |                | Grã-Bretanha   | 2              |                |   | Grã-Bretanha     | 1                |                  |  |  |            |            |            |  |  |       |       |       |
|  |                |                |                |                |   |                  |                  |                  |  |  |            |            |            |  |  |       |       |       |
|  |                |                |                | Eslováquia     | 2 |                  |                  |                  |  |  |            |            |            |  |  |       |       |       |
|  |                |                |                | Eslováquia     | 2 |                  |                  |                  |  |  |            |            |            |  |  |       |       |       |
|  | 17 de novembro |                |                |                |   |                  |                  |                  |  |  |            |            |            |  |  |       |       |       |
|  |                |                |                |                |   |                  |                  |                  |  |  |            |            |            |  |  |       |       |       |
|  | 4              | Austrália      | 0              |                |   |                  |                  |                  |  |  |            |            |            |  |  |       |       |       |
|  | 4              | Austrália      | 0              | 14 de novembro |   |                  |                  |                  |  |  |            |            |            |  |  |       |       |       |
|  |                |                |                | Eslováquia     | 2 |                  |                  |                  |  |  |            |            |            |  |  |       |       |       |
|  |                | Eslováquia     | 2              | Eslováquia     | 2 |                  |                  |                  |  |  |            |            |            |  |  |       |       |       |
|  |                | Eslováquia     | 2              |                |   | 20 de novembro   |                  |                  |  |  |            |            |            |  |  |       |       |       |
|  |                | Estados Unidos | 1              |                |   |                  |                  |                  |  |  |            |            |            |  |  |       |       |       |
|  |                | Estados Unidos | 1              |                |   | Eslováquia       | 0                |                  |  |  |            |            |            |  |  |       |       |       |
|  | 15 de novembro |                |                |                |   | Eslováquia       | 0                |                  |  |  |            |            |            |  |  |       |       |       |
|  |                |                | 3              | Itália         | 2 |                  |                  |                  |  |  |            |            |            |  |  |       |       |       |
|  |                | Espanha        | 3              | Itália         | 2 | 0                |                  |                  |  |  |            |            |            |  |  |       |       |       |
|  |                | Espanha        | 16 de novembro |                |   | 0                |                  |                  |  |  |            |            |            |  |  |       |       |       |
|  |                | Polónia        | 2              |                |   |                  |                  |                  |  |  |            |            |            |  |  |       |       |       |
|  |                | Polónia        | 2              |                |   | Polónia          | 2                |                  |  |  |            |            |            |  |  |       |       |       |
|  |                |                |                |                |   | Polónia          | 2                |                  |  |  |            |            |            |  |  |       |       |       |
|  |                |                | 2              | Chéquia        | 1 |                  |                  |                  |  |  |            |            |            |  |  |       |       |       |
|  |                |                |                | Chéquia        | 1 |                  |                  |                  |  |  |            |            |            |  |  |       |       |       |
|  |                |                |                | 18 de novembro |   |                  |                  |                  |  |  |            |            |            |  |  |       |       |       |
|  |                |                |                |                |   |                  |                  |                  |  |  |            |            |            |  |  |       |       |       |
|  |                | Polónia        | 1              |                |   |                  |                  |                  |  |  |            |            |            |  |  |       |       |       |
|  | 14 de novembro | Polónia        | 1              |                |   |                  |                  |                  |  |  |            |            |            |  |  |       |       |       |
|  |                |                | 3              | Itália         | 2 |                  |                  |                  |  |  |            |            |            |  |  |       |       |       |
|  |                | Japão          | 3              | Itália         | 2 | 2                |                  |                  |  |  |            |            |            |  |  |       |       |       |
|  |                | Japão          | 16 de novembro |                |   | 2                |                  |                  |  |  |            |            |            |  |  |       |       |       |
|  |                | Roménia        | 1              |                |   |                  |                  |                  |  |  |            |            |            |  |  |       |       |       |
|  |                | Roménia        | 1              |                |   | Japão            | 1                |                  |  |  |            |            |            |  |  |       |       |       |
|  |                |                |                |                |   | Japão            | 1                |                  |  |  |            |            |            |  |  |       |       |       |
|  |                |                | 3              | Itália         | 2 |                  |                  |                  |  |  |            |            |            |  |  |       |       |       |
|  |                |                |                | Itália         | 2 |                  |                  |                  |  |  |            |            |            |  |  |       |       |       |

## Play-offs
Fase em que se enfrentam as equipes derrotadas do Qualificatório e as promovidas das zonas regionais para definir suas posições na próxima edição. As vencedoras jogam o qualificatório para as Finais, e as derrotadas voltam aos zonais, ambas na edição de 2025.
Datas: 15 a 17 de novembro
|  |                                |                                |                                |                                           |                                           |                                           |                                      |                                      |                                      |                                   |                                   |                                   |                           |  |  |                                       |                                       |                                       |
|  | Bienna, Suíça – duro (coberto) | Bienna, Suíça – duro (coberto) | Bienna, Suíça – duro (coberto) |                                           |                                           | Astana, Cazaquistão – duro (coberto)      | Astana, Cazaquistão – duro (coberto) | Astana, Cazaquistão – duro (coberto) |                                      |                                   | Bogotá, Colômbia – saibro         | Bogotá, Colômbia – saibro         | Bogotá, Colômbia – saibro |  |  | Velenje, Eslovênia – saibro (coberto) | Velenje, Eslovênia – saibro (coberto) | Velenje, Eslovênia – saibro (coberto) |
|  | Bienna, Suíça – duro (coberto) | Bienna, Suíça – duro (coberto) | Bienna, Suíça – duro (coberto) |                                           |                                           | Astana, Cazaquistão – duro (coberto)      | Astana, Cazaquistão – duro (coberto) | Astana, Cazaquistão – duro (coberto) |                                      |                                   | Bogotá, Colômbia – saibro         | Bogotá, Colômbia – saibro         | Bogotá, Colômbia – saibro |  |  | Velenje, Eslovênia – saibro (coberto) | Velenje, Eslovênia – saibro (coberto) | Velenje, Eslovênia – saibro (coberto) |
|  | 1                              | Suíça                          | 4                              | 2                                         | Cazaquistão                               | 3                                         |                                      | Colômbia                             | 3                                    | 4                                 | Eslovénia                         | 1                                 |                           |  |  |                                       |                                       |                                       |
|  | 1                              | Suíça                          | 4                              | 2                                         | Cazaquistão                               | 3                                         |                                      | Colômbia                             | 3                                    | 4                                 | Eslovénia                         | 1                                 |                           |  |  |                                       |                                       |                                       |
|  |                                | Sérvia                         | 0                              |                                           | Coreia do Sul                             | 1                                         | 3                                    | França                               | 2                                    |                                   | Países Baixos                     | 3                                 |                           |  |  |                                       |                                       |                                       |
|  |                                | Sérvia                         | 0                              |                                           | Coreia do Sul                             | 1                                         | 3                                    | França                               | 2                                    |                                   | Países Baixos                     | 3                                 |                           |  |  |                                       |                                       |                                       |
|  | Cantão, China – duro           | Cantão, China – duro           | Cantão, China – duro           | McKinney, Estados Unidos – duro (coberto) | McKinney, Estados Unidos – duro (coberto) | McKinney, Estados Unidos – duro (coberto) | São Paulo, Brasil – saibro (coberto) | São Paulo, Brasil – saibro (coberto) | São Paulo, Brasil – saibro (coberto) | Farum, Dinamarca – duro (coberto) | Farum, Dinamarca – duro (coberto) | Farum, Dinamarca – duro (coberto) |                           |  |  |                                       |                                       |                                       |
|  | Cantão, China – duro           | Cantão, China – duro           | Cantão, China – duro           | McKinney, Estados Unidos – duro (coberto) | McKinney, Estados Unidos – duro (coberto) | McKinney, Estados Unidos – duro (coberto) | São Paulo, Brasil – saibro (coberto) | São Paulo, Brasil – saibro (coberto) | São Paulo, Brasil – saibro (coberto) | Farum, Dinamarca – duro (coberto) | Farum, Dinamarca – duro (coberto) | Farum, Dinamarca – duro (coberto) |                           |  |  |                                       |                                       |                                       |
|  |                                | China                          | 3                              | 6                                         | Ucrânia                                   | 3                                         | 7                                    | Brasil                               | 3                                    |                                   | Dinamarca                         | 3                                 |                           |  |  |                                       |                                       |                                       |
|  |                                | China                          | 3                              | 6                                         | Ucrânia                                   | 3                                         | 7                                    | Brasil                               | 3                                    |                                   | Dinamarca                         | 3                                 |                           |  |  |                                       |                                       |                                       |
|  | 5                              | Bélgica                        | 2                              |                                           | Áustria                                   | 2                                         |                                      | Argentina                            | 2                                    | 8                                 | México                            | 2                                 |                           |  |  |                                       |                                       |                                       |
|  | 5                              | Bélgica                        | 2                              |                                           | Áustria                                   | 2                                         |                                      | Argentina                            | 2                                    | 8                                 | México                            | 2                                 |                           |  |  |                                       |                                       |                                       |

## Ranking
Classificação final de 2024, após o fim da edição, em 2 de dezembro.

| Pos. | Equipe         | Pontos   | Confrontos |
| ---- | -------------- | -------- | ---------- |
| 1ª   | Itália         | 1.228,75 | 16         |
| 2ª   | Canadá         | 1.066,25 | 13         |
| 3ª   | Chéquia        | 1.028,75 | 11         |
| 4ª   | Eslováquia     | 995,00   | 12         |
| 5ª   | Austrália      | 973,75   | 11         |
| 6ª   | Suíça          | 940,00   | 13         |
| 7ª   | Polónia        | 936,25   | 14         |
| 8ª   | Estados Unidos | 935,00   | 12         |
| 9ª   | Grã-Bretanha   | 930,00   | 12         |
| 10ª  | Espanha        | 922,50   | 10         |
| 11ª  | Alemanha       | 907,50   | 10         |
| 12ª  | Cazaquistão    | 817,50   | 10         |
| 13ª  | Roménia        | 816,25   | 8          |
| 14ª  | França         | 778,75   | 9          |
| 15ª  | Japão          | 761,25   | 17         |
| 16ª  | Eslovénia      | 703,75   | 16         |
| 17ª  | Países Baixos  | 703,25   | 16         |
| 18ª  | Bélgica        | 697,50   | 10         |
| 19ª  | Ucrânia        | 687,50   | 10         |
| 20ª  | Brasil         | 678,75   | 11         |
|      |                |          |            |
| 41ª  | Portugal       | 435,50   | 18         |